# الشريسة (المغربة)

تعديل مصدري - تعديل

الشريسة هي إحدى قرى عزلة بني جديلة بمديرية المغربة التابعة لمحافظة حجة، بلغ تعداد سكانها 663 نسمة حسب تعداد اليمن لعام 2004.